# Arianna Fontana
Arianna Fontana (Sondrio, 14 april 1990) is een Italiaans shorttrackster. Ze vertegenwoordigde haar vaderland op de Olympische Winterspelen 2006 in Turijn en op de Olympische Winterspelen 2010 in Vancouver,  in 2014  in Sotsji in Rusland, in 2018 in Pyeongchang in Zuid-Korea en in 2022 in Peking, China. Ze is getrouwd met haar coach en oud-shorttracker Anthony Lobello Jr.

## Carrière
Bij haar olympische debuut in Turijn in 2006 eindigde de toentertijd pas vijftien jaar oude Fontana als zesde op de 1000 meter en als elfde op de 500 meter, samen met Marta Capurso, Katia Zini en Mara Zini veroverde ze de bronzen medaille op de 3000 meter aflossing. Vier jaar later, in Vancouver, sleepte ze de bronzen medaille in de wacht op de 500 meter. In Sotsji won ze zilver op de 500 meter en brons op de 1500 meter en op de 3000 meter aflossing. In Pyeongchang won ze goud op de 500 meter, brons op de 1000 meter en zilver op de 3000 meter aflossing. Ook op haar vijfde Winterspelen ging ze naar huis met medailles. Op het nieuwe onderdeel, de 2000 meter gemengde aflossing, won ze met haar ploeg zilver in Peking. Individueel verdedigde ze daar haar gouden medaille plek op de 500m en met succes. Op de 1500m behaalde ze de zilveren medaille.
Arianna Fontana doet vaak mee aan Europese en wereldkampioenschappen shorttrack waarbij ze ook geregeld medailles wint. Zeven keer werd ze Europees kampioene (te weten in 2008, 2009, 2011, 2012, 2013, 2017 en 2018) en in 2015 in Moskou won ze ook haar eerste wereldtitel, op de 1500 meter.

## Resultaten

### Olympische Spelen
| Jaar | Plaats      | Resultaten                                                   |
| ---- | ----------- | ------------------------------------------------------------ |
| 2006 | Turijn      | 6e 1000 m · 11e 500 m · aflossing                            |
| 2010 | Vancouver   | 500 m                                                        |
| 2014 | Sotsji      | 500 m · 1500 m · aflossing                                   |
| 2018 | Pyeongchang | 500 m · aflossing 3000 m · 1000 m                            |
| 2022 | Peking      | 500 m 1500 m · gemengde aflossing 2000 m 5e aflossing 3000 m |